# Aeropuerto Municipal de Kodiak
El Aeropuerto Municipal de Kodiak (IATA: KDK, OACI: PAKD, FAA LID: KDK) es un aeropuerto público ubicado a 4 km al noreste de Kodiak, en el estado de Alaska (Estados Unidos).

## Instalaciones y aeronaves
El Aeropuerto Municipal de Kodiak tiene una pista designada 2/20 con 2.475 por 40 ft (754 x 12 m) con superficie de asfalto y grava. Durante los 12 meses previos al 31 de diciembre de 2006, el aeropuerto tuvo trescientas operaciones, una media de 25 al mes, todos de aviación general.
Cuatro años antes, el aeropuerto tuvo 11.200 operaciones en un año, 54% aviación general y 46% ejecutivos.